# YUKI concert tour“Dope Out”'15
『YUKI concert tour“Dope Out”’15』は2016年2月24日にリリースされたYUKIのライブ・ビデオ。

## 概要
2015年に行われたYUKI concert tour“Dope Out"'15から6月の東京国際フォーラムでの公演を映像化。

## 収録曲
1. Write Dopeness
2. 誰でもロンリー
3. 揺れるスカート
4. Jodi Wideman
5. JOY
6. 波乗り500マイル(feat.KAKATO)
7. 舞い上がれ
8. スタンドアップ!シスター
9. 口笛
10. プリズム
11. fly(ver.dope out)
12. Dive Dopeness
13. STARMANN
14. 眼鏡を外して
15. ポートレイト
16. ひみつ
17. うれしくって抱きあうよ
18. わたしの願い事
19. 長い夢
20. Dope Star
21. 真夜中の恋人
22. ワンダーライン
23. ランデヴー
24. カ・リ・ス・マ in the dark
25. となりのメトロ
26. 鳴いてる怪獣
27. はみだせ ラインダンスから

## ツアー日程
- 2015.03.07（土）神奈川県・厚木市文化会館
- 2015.03.08（日）神奈川県・厚木市文化会館
- 2015.03.20（金）東京都・中野サンプラザ
- 2015.03.21（土）東京都・中野サンプラザ
- 2015.03.29（日）奈良県・なら100年会館 大ホール
- 2015.03.30（月）滋賀県・びわ湖ホール 大ホール
- 2015.04.11（土）東京都・オリンパスホール八王子
- 2015.04.12（日）東京都・オリンパスホール八王子
- 2015.04.18（土）千葉県・千葉県文化会館
- 2015.04.19（日）千葉県・千葉県文化会館
- 2015.04.24（金）山口県・周南市文化会館
- 2015.04.26（日）岡山県・倉敷市民会館
- 2015.05.16（土）石川県・本多の森ホール
- 2015.05.17（日）福井県・福井フェニックスプラザ
- 2015.05.23（土）岐阜県・長良川国際会議場
- 2015.05.24（日）静岡県・静岡市民文化会館 大ホール
- 2015.06.06（土）青森県・リンクステーションホール青森
- 2015.06.07（日）岩手県・岩手県民会館
- 2015.06.13（土）宮崎県・宮崎市民文化ホール
- 2015.06.14（日）鹿児島県・鹿児島市民文化ホール 第一ホール
- 2015.06.27（土）東京都・東京国際フォーラム ホールA
- 2015.06.28（日）東京都・東京国際フォーラム ホールA
- 2015.07.04（土）沖縄県・沖縄コンベンションセンター
- 2015.07.05（日）沖縄県・沖縄コンベンションセンター